# Denís Yévsikov
Denís Serguéyevich Yévsikov (en ruso: Денис Серге́евич Евсиков) (Vladímir, Unión Soviética, 19 de febrero de 1981) es un entrenador y exfutbolista ruso. 
Desempeñando toda su carrera en Rusia, llegaría a ser internacional en cuatro ocasiones con la selección de fútbol de Rusia en el año 2003.

## Clubes

### Como jugador
| Club                | País  | Año         | Partidos | Goles |
| PFC CSKA Moscú      | Rusia | 1999 - 2003 | 85       | 0     |
| Lokomotiv Moscú     | Rusia | 2004        | 0        | 0     |
| FC Terek Grozny     | Rusia | 2004 - 2005 | 10       | 0     |
| PFC Spartak Nalchik | Rusia | 2006 - 2007 | 27       | 1     |
| FC Tom Tomsk        | Rusia | 2007 - 2009 | 21       | 0     |
| FC Torpedo-RG       | Rusia | 2010        | 5        | 1     |

### Como entrenador
| Club                         | País  | Año         |
| ---------------------------- | ----- | ----------- |
| FC Strogino Moscú (filiales) | Rusia | 2015 - 2019 |
| FC Kolomna                   | Rusia | 2019 - Act. |